# Leigh Hobson
Leigh Hobson (nascida em 10 de agosto de 1970) é uma ex-ciclista de estrada profissional canadense. Ela representou o Canadá nos Jogos Olímpicos de Verão de 2008 em Pequim, competindo na prova de estrada, na qual terminou em décimo sétimo lugar.